# Батна (област)
Батна (на арабски: ولاية باتنة) е област на Алжир. Населението ѝ е 1 119 791 жители (по данни от април 2008 г.), а площта 12 192 кв. км. Намира се в часова зона UTC+01. Телефонният ѝ код е +213 (0) 33. Административен център е град Батна.